# میدان نفتی فرزام
میدان نفتی فرزام، بخش بسیار کوچکی از میدان " فلاح امارات متحده عربی " است که در آب‌های ایران "ناحیه سیری" واقع شده‌است، 
این میدان در کنار میادین سیوند، دنا، نصرت و الوند قرار دارد. روند قرارگیری تاقدیس این میدان به صورت شمالی، جنوبی است. 
انجام بازسازی، تعمیر و تبدیل چهار حلقه از چاه‌های موجود در میدان نصرت و حفاری هشت حلقه چاه به همراه ساخت یک سکوی حفاری در میدان فرزام و استفاده از سکوی نصر و تأسیسات میدان سیری در راستای توسعه میدان نفتی فرزام و افزایش تولید این میدان نفتی از جمله فعالیت‌های در دست اجراست.  
میدان فرزام ادامه بخش شمالی میدان نفتی فلاح از آب‌های شیخ‌نشین دبی به مساحت تقریبی ۱۵ در ۱۲ کیلومتر و تا دامنه جنوبی میدان سیری A ادامه دارد، میدان نفتی نصرت مشابه فرزام در مجاورت خط مرزی، آبی کشور امارت متحده عربی و در ۲۲ کیلومتری جنوب جزیره سیری قرار دارد.  
پیمانکار طرف قرارداد توسعه این میدان، شرکت پتروایران است. طرح توسعه میدان نفتی فرزام و افزایش تولید میدان نفتی نصرت آب‌های کشور ۲۵۹ میلیون بشکه تخمین زده شده‌است.  
مجموع تولید از مخزن نفتی نصرت با انجام برنامه توسعه حدود ۷/۵۸ میلیون بشکه و مجموع افزایش تولید ۷/۳۸ میلیون بشکه خواهد شد، با اجرای طرح افزایش تولید میدان نصرت از پنج هزار به ۱۶ هزار و ۵۰۰ بشکه در روز و استخراج و تولید نفت از میدان فرزام به میزان ۱۵ هزار بشکه در روز میسر خواهد شد. 